# Taschengeld (1994)
Taschengeld (Originaltitel: Milk Money) ist eine US-amerikanische Filmkomödie aus dem Jahr 1994. Regie führte Richard Benjamin, das Drehbuch schrieb John Mattson. Die Hauptrollen spielten Melanie Griffith und Ed Harris.

## Handlung
Der Schüler Frank Wheeler möchte zum ersten Mal im Leben eine nackte Frau sehen. Er und seine Freunde legen ihre Ersparnisse zusammen und engagieren die Prostituierte V. Als sie den drei Jungen ihre Brüste zeigt, hält sich Frank die Augen zu, weil er ein Gentleman sein will. Im Anschluss daran fühlen sich die Jungs als echte Männer. V streitet später mit ihrem Zuhälter Cash, der meint, sie wäre kein Mensch.
Da die Fahrräder der Jungs gestohlen wurden, bringt sie V mit dem Auto ihres Zuhälters heim. Dort geht das Auto allerdings kaputt. Franks Vater Tom Wheeler wird gebeten, es zu reparieren.
Als V vor ihrem Zuhälter flüchtet, trifft sie zufällig auf Frank. Dieser versteckt sie. Frank kommt auf die Idee, dass V eine gute Frau für seinen alleinstehenden Vater Tom, einen Witwer, wäre. Später kommen Tom und V, die er zuerst für eine Nachhilfe Mathelehrerin gehalten hat, sich näher. V verrät Tom, dass sie eigentlich Eve heißt. Tom entdeckt die Ursache der Störung des Wagens – das im Tank des Autos versteckte Geld, das Vs Zuhälter den Gangsterbossen gestohlen hat.
Plötzlich taucht Waltzer auf – dieser kann aber unschädlich gemacht werden. V spricht mit Jerry the Pope, dem obersten Chef der Gangster. Er erlaubt ihr, aus dem Geschäft mit der Prostitution auszusteigen.
Am Ende des Films kettet sich Tom auf einem Grundstück mit einem wertvollen Biotop an sein Auto, um das Biotop vor der Zerstörung zu bewahren. Die Polizei will ihn verhaften. V und ein Anwalt tauchen auf, V kauft mit dem Geld der Gangster das Grundstück und überschreibt es auf Tom. Sie sagt, sie wolle sich in der Gegend niederlassen und sich einer bürgerlichen Betätigung widmen. V erinnert Frank daran, dass er einst fragte, welchen Körperteil einer Frau man berühren müsse, um sie richtig wild zu machen. Dem fügt sie hinzu, es wäre das Herz.

## Hintergrund
Der Film wurde in Cincinnati, Lebanon (Ohio) und in Pittsburgh gedreht. Er spielte in den Kinos der USA ca. 18,1 Millionen US-Dollar ein.

## Kritiken
James Berardinelli kritisierte auf ReelViews, der Film würde die Elemente einer romantischen Komödie mit jenen eines Thrillers und eines Actionfilms vermischen. Er kritisierte weiterhin die Darstellung von Melanie Griffith, die die komischen Rollen gut aber die dramatischen Rollen schlecht spielen würde. Berardinelli meinte, die Szenen mit Malcolm McDowell sollte man herausschneiden.
Roger Ebert verspottete den Film in der Chicago Sun-Times vom 31. August 1994 als das Werk eines Komitees der Filmproduzenten. Seine gesamte Kritik besteht aus einer fiktiven Diskussion des Gremiums.
Der Film wurde im Lexikon des internationalen Films als „verlogen“ und „seelenlos“ kritisiert. Epd Film lobte, Melanie Griffith würde in ihrer Darstellung „Härte“ und „Verletzlichkeit“ verbinden.

## Auszeichnungen
John Mattson wurde im Jahr 1995 für das Drehbuch für die Goldene Himbeere nominiert.